# سباستيان أندريس لوخان
سباستيان أندريس لوخان (بالإسبانية: Sebastian Andres Lujan)‏ مواليد 14 ديسمبر 1979 في روساريو، الأرجنتين، هو ملاكم محترف أرجنتيني يصنف ضمن فئة الوزن المتوسط.

## إحصائيات
خاض خلال مسيرته 56 نزالا، فاز في 43 وتعادل في 2 وخسر في 12. فاز بالضربة القاضية في 26 نزالا.

## روابط خارجية
- سباستيان أندريس لوخان على موقع بوكس ريك (الإنجليزية) (registration required)